# بادايلا دي أباجو
بلدية بادايلا دي أباجو (بالإسبانية: Padilla de Abajo)‏، هي إحدى بلديات مقاطعة برغش، التي تقع في منطقة قشتالة وليون، والتي تقع في شمال غرب إسبانيا.
يبلغ عدد سكانها 102 نسمة وفقاً لإحصائية سنة (2002).